# Philepitta
A Philepitta  a madarak osztályának verébalakúak (Passeriformes) rendjébe és a bársonypittafélék (Philepittidae) családjába tartozó nem.

## Rendszerezés
A nembe az alábbi 2 faj tartozik:
- bársonypitta (Philepitta castanea)
- selyempitta (Philepitta schlegeli)